# Paula Jean Myers-Pope
Paula Jean Myers, po mężu Pope (ur. 11 listopada 1934 w Lackawanna, zm. 9 czerwca 1995 w Ventura) – amerykańska skoczkini do wody. Wielokrotna medalistka olimpijska.
Brała udział w trzech igrzyskach olimpijskich (IO 52, IO 56, IO 60), za każdym razem zdobywała medale (łącznie cztery). W 1952 zajęła drugie miejsce w skokach z wieży, przegrywając jedynie ze swoją rodaczką Pat McCormick, w 1956 była trzecia w tej konkurencji. W 1960 w obu rozgrywanych konkurencjach – trampolinie trzymetrowej i wieży dziesięciometrowej – zajmowała drugie miejsce, za Ingrid Kramer. W obu konkurencjach zwyciężyła na igrzyskach panamerykańskich w 1959. W 1979 została przyjęta w poczet członków International Swimming Hall of Fame.